# Знамя (гребной клуб)

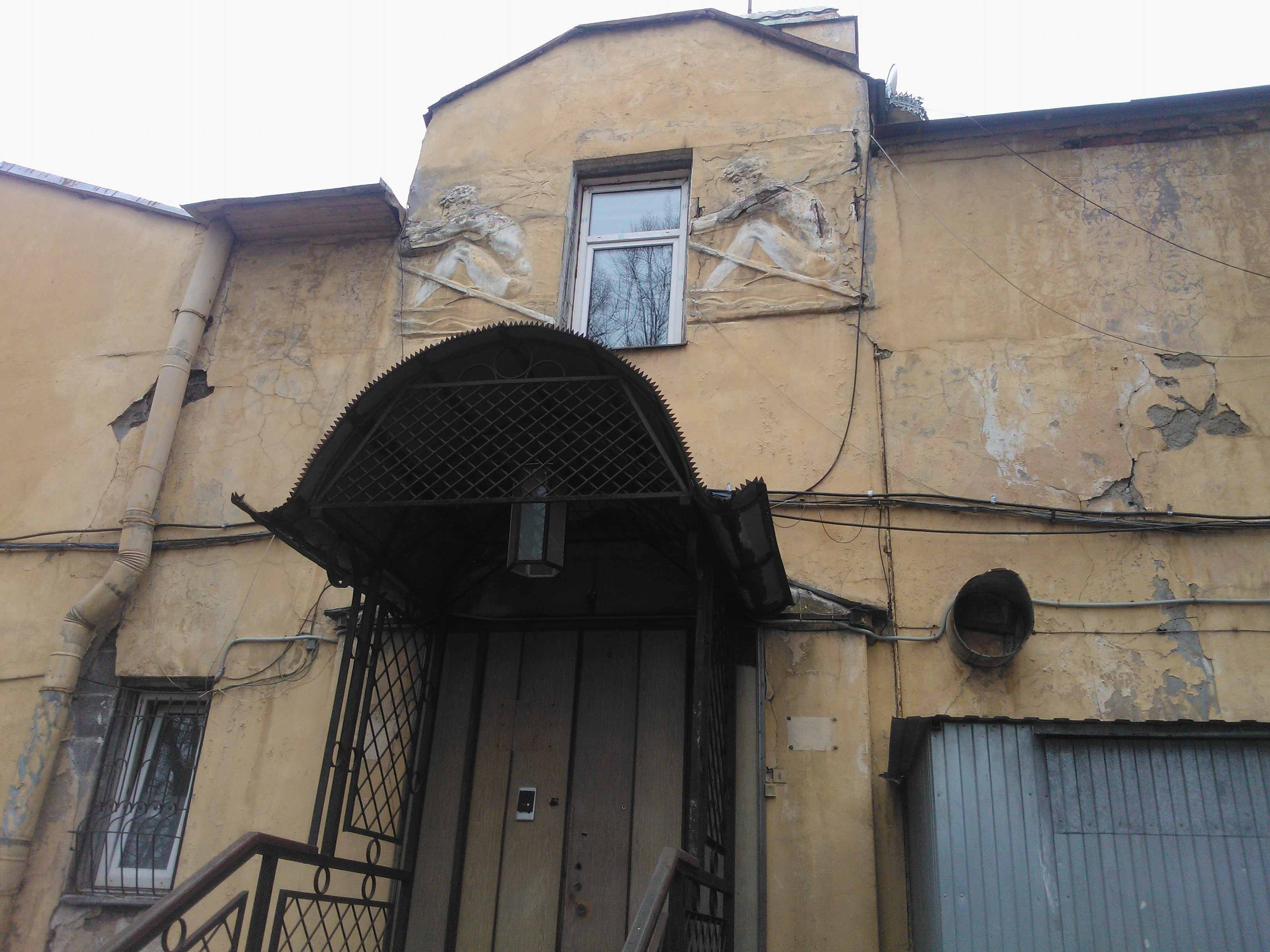
Вход в гребной клуб «Знамя»

«Знамя» — гребной клуб в Санкт-Петербурге, был основан в 1889 году немецкими гребцами, представителями местной немецкой диаспоры .

## Здания клуба
В настоящее время клубу принадлежат два здания, построенных в 1889 и 1961 годах и расположенных по адресу: Санкт-Петербург, Вязовая ул., 4. Здание, построенное специально для гребного клуба в 1889 году, имеет типичную для гребных клубов архитектуру: эллинг с воротами, над ним — кают-компания с балконом, вышка использовалась для вывешивания сигналов и наблюдения за фарватером. На фасаде здания сохранились два уникальных барельефа, изображающих гребцов.

## Александр Блок и гребной клуб «Знамя»
В здании гребного клуба располагался ресторан, в котором бывали поэт Александр Блок и художник Михаил Врубель, у которого неподалёку располагалась мастерская.
Именно там Блок написал стихотворение:
«Мы встречались с тобой на закате,
Ты веслом рассекала залив.
Я любил твоё белое платье,
Утончённость мечты разлюбив.
Были странны безмолвные встречи.
Впереди — на песчаной косе
Загорались вечерние свечи.
Кто-то думал о бледной красе.
Приближений, сближений, сгораний
Не приемлет лазурная тишь…
Мы встречались в вечернем тумане,
Где у берега рябь и камыш.
Ни тоски, ни любви, ни обиды,
Всё померкло, прошло, отошло…
Белый стан, голоса панихиды
И твоё золотое весло».

## Достижения воспитанников гребного клуба
- Тюкалов, Юрий Сергеевич — олимпийский чемпион Хельсинки 1952 года и Мельбурна 1956 года, а также серебряный призёр Олимпийских игр в Риме в 1960 году.
- Голованов, Олег Сергеевич и Борейко, Валентин Васильевич — олимпийские чемпионы 1960 года в двойке без рулевого.
- Бачуров Юрий, Марковин Валентин, Тарабрин Анатолий и Ахремчик Игорь — бронзовые призёры Олимпийских игр в Риме в 1960 году в четвёрке без рулевого.
- Пинаева, Людмила Иосифовна — олимпийская чемпионка по гребле на байдарке в Токио в 1964 году, в Мехико в 1968 году, в Мюнхене в 1972 году.
- Ермолаева Галина и Кондрашина Анна — серебряные призёры Олимпийских игр в Монреале 1976 года в четвёрке парной.
- Клепиков Александр — олимпийский чемпион 1976 года в четвёрке с рулевым.
- Долинин Валерий — бронзовый призёр Олимпийских игр 1976 года и серебряный призёр Олимпийских игр 1980 года.
- Камкин Алексей — серебряный призёр Олимпийских игр 1980 года.
- Бут Вениамин — серебряный призёр Олимпийских игр в Сеуле 1988 года.